# Place Ghislaine-Dupont-Claude-Verlon-Camille-Lepage
La place Ghislaine-Dupont-Claude-Verlon-Camille-Lepage est une voie située dans le 2e arrondissement de Paris.

## Situation et accès
Elle est délimitée par les voies suivantes : rue d'Aboukir, rue du Louvre et rue Montmartre.

## Origine du nom
Elle porte le nom des journalistes Ghislaine Dupont, Claude Verlon et Camille Lepage tués en Afrique dans l'exercice de leur profession.

## Historique
La place est inaugurée le 3 mai 2019 par le maire du IIe arrondissement Jacques Boutault et Hélène Bidard, adjointe à la maire de Paris en charge de l'égalité femmes-hommes et des droits humains,,. Chaque année, à l'occasion de la célébration de la Journée mondiale de la liberté de la presse, un rassemblement est organisé sur cette place.

## Pour approfondir